# Vasboldogasszony
Vasboldogasszony község Zala vármegyében, a Zalaegerszegi járásban. A településen polgárőrség működik.

## Fekvése
Zalaegerszegtől 13 kilométerre északra fekszik, a Vas-zalai Sárvíz mellett; Egervár keleti szomszédja. Néhány kilométerre nyugatra halad el tőle a 74-es főút, de a területét nem érinti. Belterületén a 7427-es út halad végig, amely Egervár központjában ágazik ki a 74-es főútból keleti irányban; utóbbiból a központjában kiágazik még egy öt számjegyű út is: ez a 73 238-as út, ami Gősfa Csöngedmajor nevű külterületi településrészére vezet.
Megközelíthető a település vasúton is, a Szombathely–Nagykanizsa-vasútvonalon; Egervár-Vasboldogasszony vasútállomás nagyjából a két névadó község határán található.

## Története
Első írásos említése 1354-ből ismert: Villa Boldugazzonfalua. Később Saary Boldogazzon(1544.), Boldogazzonfalwa (1545) alakban is megjelenik neve. A Vasboldogasszony nevet 1898-ban vette fel.
Első írásos említésének időpontjában földesura a szentgotthárdi apátság, mellette kisebb birtokosok.
1570-ben 28 féltelkes, 4 negyedtelkes jobbágyot, 6 zsellért és 1 puszta negyedtelket írtak össze.Ebből mindössze 5 porta volt a szentgotthárdi apátságé.
1598-ban az apátságnak már csak két lakott porta és kilenc üresen álló jobbágytelek volt a tulajdonában, míg Pop el Lászlónak 18 telkes jobbágya, 10 zsellérje volt Boldogasszonyfán.
1630-ban Csáky László mint Szentgotthárd tartozékait adja át Győrvárral és Szentivánnal együtt Boldogasszonyfát Batthyány Ádámnak és örököseinek, akik a falut többször is elzálogosítják.
1678-ban kerül Széchenyi György, majd örökösei birtokába, előbb csak ideiglenesen, majd 1732-től Batthyány Lajos végérvényesen elcseréli Széchenyi Zsigmoddal.
Az 1500-as, 1600-as években a falu népe sokat szenvedett. Részben a portyázó törökök pusztították, részben saját földesuraik sanyargatták. 1575-ben a törökök felgyújtották a falut, sokakat megöltek, vagy elvittek: Erről árulkodik még 1679-ben is a 15 elhagyott jobbágytelek. 1619-ben Nádasdy Tamás rétjeiken halastavat létesített. Szőlőik elpusztultak. 1649 óta kétfelé is adóztak: keresztény földesuruknak és a töröknek. Az elhagyott jobbágytelkek száma 1691-ig 18-ra emelkedett.
Boldogasszonyfa lakóinak munkájáról, a falu határáról az 1728-as és 1828-as összeírás ad részletes képet: 1728-ban összeírtak 18 negyedtelkes jobbágyot. Mindegyik 13 köböl gabonát termelt. Hatnak telken kívüli földje után meg összesen 10 köböl, irtásföldek után együttesen 54 köböl termése volt. Szénája mindegyiknek volt egy - két szekérrel, összesen 30 és fél szekérrel. Öten egy-egy fiukkal egy kenyéren éltek. Zsellér házzal és vagyonnal: 7. Telken kívüli földjük után összesen 10 köböl termésük, 6 és fél szekér szénájuk volt. Kezük munkája utáni hasznuk fejenként 2 - 5 forint.
A határban gősfaiaknak, szentivániaknak és hétyeieknek is volt földjük. A falu határa termékenység és minőség szerint hasonlatos a környező településekéhez. Rétjei vizenyősek, mocsarasak, hitvány és keserű szénája van, amely alig ehető az állatok részére. Legelőjén nyaranta 400 állat is (juhok, szarvasmarhák, lovak) ellegelészik. Erdeje tüzelőre elegendő és makkoltatásra is használható 200 sertés szamara.
1828-ban 21 jobbágytelket írtak össze. Mindegyikhez 18 hold szántóföld és 6 kaszás rét tartozott.
A lakosok földművelésből és szőlőtermesztésből éltek. Búzát, rozsot, zabot, árpát vettek. A vetés háromnegyed része őszi, egynegyede tavaszi. A szántó egyharmadát ugarolják. A határban lévő föld "barna", homokos. A szántóföldek fele egy órányira van falutól a Gyöpi pusztában. Itt a földek sárga agyagosak, kavicsosak. Mivel nem trágyázzák sovány termést adnak. Itt csak a rozs terem meg. A földek a trágyázást minden negyedik esztendőben megkívánnák, de csak minden tizenkettedik évben képesek trágyázni. A szántást két marhával végzik, őszi alá háromszor, tavaszi alá kétszer szántanak. A falu jövedelme a fél esztendei kocsmáltatásból 4 forint. Fajzást az uraságtól kapnak. Legelőjük elegendő. A rétekben végigfolyó patak áradása minden esztendőben kárt okoz, a dombos részeket pedig a vízmosás pusztítja. A faluban egy kovácsmester dolgozik legény nélkül.
1787-ben a mocsaras rétek lecsapolása növelte a legelőterületeket. Erdőrészek kivágásával, irtásföldekkel növelték a szántó és szőlőterületeket. Szőlőhegyét 1570-ben említik először. Itt 1717-től Gősfa Hegyközség volt az illetékes: hegybírája és esküdtei irányították és ellenőrizték Boldogasszonyfa szőlőhegyét is. 1724-ben 26, 1730-ban 30 szőlőbirtokost rögzít' a hegyvám lajstrom. A szőlőterületek jelentős növekedésére utal, hogy 1736-ban az uriszék elrendeli a szőlőhegy felmérését, mert a gazdák addig csak átalányt fizettek, s az elmaradt hegyvám jelentős veszteséget jelent az uradalomnak.
1758-ban már 72-re nő a szőlőbirtokosok száma, akik összesen 156 vödör hegyvámot fizetnek. Vasboldogasszony műemlék jellegű templomát. 1409-ben említik először, de építését egyes stílusjegyek alapján jóval korábbra, a XIII. század második felére teszik. Szentélye és tornya középkori, hajója később épült, síkmennyezetes. Barokk oltárát hársfából faragták, rajta dúsan aranyozott keretben Mária mennybemenetelét ábrázoló dombormű. Hajójában barokk Szent Ferenc és XIX. századi Szent Vendel szobor.
Az 1698. évi canonica visitatio során feljegyezték, hogy a templom teljesen szét van rombolva, csak a falak és a torony áll. Angyalos Boldogasszony tiszteletére épült. Harangja a faluban álló haranglábban van. A templom a falu nyugati szélén van. Fölszerelése mindössze két terítő.
Plébániája a templom mellett, de elhagyatott. A templom körül kis temető. A templom Egervár filiája. A falu összes lakossága 108 fő, ebből 18 nem katolikus.
Az 1758-as canonica visitatio a következőket jegyzi fel: A templom a Nagyasszony tiszteletére épült. Kőépítmény, szentélye boltíves, a többi része fából épült, téglával van padlózva. A kórus és a szószék is fából készült. A Nagyasszony k faragott. Egy oltára van, rajta látni a Festetics címert. A templomot romos állapotából a közösség renováltatta Festetics Kristóf közreműködésével. Felszerelése szerény: 1 kehely, 1 miseruha, 1 harang. A falu felé vezető útnál áll a gróf Széchenyi Ignác által állíttatott Mária szobor.
A falu iskolája is nagy múltra tekinthet vissza: már a XVIII. században működik. Az 1698-as canonica visitatio még azt jegyzi fel, hogy iskola, iskolamester nincs. Először 1733-ban említik, megjegyezve: "a templomon felül a mester háza". 1758-ban az iskolaépület még fából épült, udvara, kertje van. A hívek tarfiák fenn. Az 1770-es tanítóösszeírásban találkozhatunk először a tanító nevével. Ekkor 8 tanítványa van. Olt, írást, nyelvtant és hittant tanít.
1872-ben téglából épül egytantermes iskolája, ahol egy tanító 104 gyermeket tanít. 1913-ban újabb tanteremmel bővül az iskola. 1942-re a tanítók száma két főre; a tanulóké 112-re növekszik. Az iskolában az oktatás 1996-ban szűnt meg, a gyermekek ettől kezdve Egerváron tanulnak.
A lakosság lélekszáma 1828-tól kezdődően szinte folyamatosan növekszik 1970-ig, majd azóta csökken: 128: 262 fő; 1857: 471 fó 1869: 590, R6; 1890: 711 fó; 1910: 702 fő; 1930: 814 fő;
1941- 764 fő;.1949- 809 fő; 1960: 846 fő ; 1970: 859 fő ; 1988: 681 fő.
Még századunk első felében is a lakosság megélhetésének döntő forrása a mezőgazdaság volt. Az őstermelésből élők aránya azonban az 1910 évi 89,3 %-ról 1949-ig lassan csökkent (1949-ben 84,8 %), majd az 1960-as évektől rohamosan: 1970-ben már csak 52,7 %.
A XVIII. század végétől a falu iratain saját pecsétjét használta. Az ovális pecséten.
kezdőbetűk alatt középen címerpajzs-szeri ábra, a címerpajzsot dísz-inda veszi körül.
Vasboldogasszony 1950 előtt Vas megyei település volt, a Vasvári járásba tartozott 1872-től, jelenleg az egervári körjegyzőséghez tartozik.
1950 - 1969-ig közös tanácsi székhely, társközsége Gősfa. 1969-től 1990-ig Egervár társközsége. 1990-től Önálló önkormányzattal rendelkezik. Megalkotta saját címerét, zászlaját, pecsétjét..
A falunak van művelődési háza, könyvtára, kiépült a kábeltelevíziós hálózat. A településen 1951 óta van villanyvilágítás, az 1960-as években megoldották a vezetékes ívóvíz-ellátást.

## Közélete

### Polgármesterei
- 1990–1994: Kálmán Imre (független)[5]
- 1994–1998: Kálmán Imre (független)[6]
- 1998–2002: Kálmán Imre (független)[7]
- 2002–2006: Zsuppán Béla (független)[8]
- 2006–2007: Zsuppán Béla (független)[9]
- 2007–2010: Mazzag Géza Tibor (független)[10]
- 2010–2014: Mazzag Géza Tibor (független)[11]
- 2014–2018: Mazzag Géza Tibor (független)[12]
- 2018–2019: Németh Zsolt (független)[13]
- 2019–2024: Németh Zsolt (független)[14]
- 2024– : Hideg András (független)[1]

A településen 2007. június 17-én időközi polgármester-választást (és képviselő-testületi választást) tartottak, az előző képviselő-testület önfeloszlatása miatt. A választáson az addigi polgármester is elindult, de 10,25 %-os eredményével, hat induló közül csak a negyedik helyet tudta elérni.
2018. szeptember 2-án ismét időközi polgármester-választást tartottak a községben, ezúttal az előző polgármester lemondása okán.

## Népesség
A település népességének változása:
| Lakosok száma | 610  | 600  | 605  | 556  | 538  | 544  | 527  |
|               | 2013 | 2014 | 2015 | 2021 | 2022 | 2023 | 2024 |

A 2011-es népszámlálás idején a nemzetiségi megoszlás a következő volt: magyar 98,3%, cigány 1,72%. A lakosok 84%-a római katolikusnak, 0,65% görögkatolikusnak, 0,8% felekezeten kívülinek vallotta magát (14,1% nem nyilatkozott).
2022-ben a lakosság 96,1%-a vallotta magát magyarnak, 0,7% ukránnak, 0,7% németnek, 0,6% cigánynak, 0,2% lengyelnek, 0,2% görögnek, 1,3% egyéb, nem hazai nemzetiségűnek (3,2% nem nyilatkozott; a kettős identitások miatt a végösszeg nagyobb lehet 100%-nál). Vallásuk szerint 63,6% volt római katolikus, 0,9% görög katolikus, 0,4% református, 0,2% evangélikus, 0,9% egyéb keresztény, 2,8% egyéb katolikus, 5,8% felekezeten kívüli (25,5% nem válaszolt).

## Külső hivatkozások
- Vasboldogasszony az utazom.com honlapján